# Hockeyploeg van de Sovjet-Unie (vrouwen)
De Sovjet-hockeyploeg voor vrouwen is de nationale ploeg die de Sovjet-Unie vertegenwoordigde tijdens interlands in het hockey.

## Erelijst Sovjet-hockeyploeg
| Jaar | Champions Trophy | Europees kampioenschap | Olympische Spelen | Wereldkampioenschap      | Hockey World League Hockey Pro League |
| ---- | ---------------- | ---------------------- | ----------------- | ------------------------ | ------------------------------------- |
| 1971 |                  |                        |                   | geen deelname IFWHA WK   |                                       |
| 1972 |                  |                        |                   | geen deelname            |                                       |
| 1974 |                  |                        |                   | geen deelname            |                                       |
| 1975 |                  |                        |                   | geen deelname IFWHA WK   |                                       |
| 1976 |                  |                        |                   | geen deelname            |                                       |
| 1978 |                  |                        |                   | geen deelname            |                                       |
| 1979 |                  |                        |                   | geen deelname IFWHA WK   |                                       |
| 1980 |                  |                        | OS 1980 Moskou    |                          |                                       |
| 1981 |                  |                        |                   | WK 1981 Buenos Aires     |                                       |
| 1983 |                  |                        |                   | 10e WK 1983 Kuala Lumpur |                                       |
| 1984 |                  | EK 1984 Rijsel         | geen deelname     |                          |                                       |
| 1985 |                  |                        |                   |                          |                                       |
| 1986 |                  |                        |                   | 8e WK 1986 Amstelveen    |                                       |
| 1987 | geen deelname    | 4e EK 1987 Londen      |                   |                          |                                       |
| 1988 |                  |                        | geen deelname     |                          |                                       |
| 1989 | geen deelname    |                        |                   |                          |                                       |
| 1990 |                  |                        |                   | geen deelname            |                                       |
| 1991 | geen deelname    | EK 1991 Brussel        |                   |                          |                                       |